# شيفت (شركة)
شيفت (بالإنجليزية: Shift) شركة يابانية مستقلة متخصصة في تطوير ألعاب الفيديو تأسست عام 1996 وأنشأت عام 1999 ويقع مقرها في محافظة كاناغاوا في اليابان.

## ألعاب قامت بتطويرها
- ديڤل ديس. (1998)

## روابط خارجية
- شيفت على موقع IMDb (الإنجليزية)

- الموقع الرسمي
 (باليابانية)